# Чойський район
Чо́йський райо́н (рос. Чо́йский райо́н; алт. Чоя аймак) — район Республіки Алтай. Район розташований в північній частині Республіки Алтай в низькогірній зоні.

## Загальні відомості
Територія — 4 526 км². У районі проживають 8,9 тис. осіб в 21 селі, що входять до 7 сільських адміністрацій. Районний центр — село Чоя, засноване 1876 року.
У районі компактно проживає корінне населення — тубалари, що відносяться до північного етносу алтайського народу.

## Місцева економіка
Основні види виробництва в районі: видобуток золота (здійснюється тільки в селі Сейка), лісозаготівля, деревопереробка, бджільництво, молочне скотарство та збір лікарсько-технічної сировини і папороті.
Район багатий хвойними лісами (ялиця, кедр), на ринок може поставляти ділову деревину, ялицеве масло, кедровий горіх, мох, дьоготь, хутро (соболь, вивірка тощо), гриби, лікарські трави.
У районі промисловим способом видобувають золото, мідь, розвідані запаси базальтової сировини, волластоніту, спекуляріту. Є родовища глини — близько 17 кольорів.